# Owo (miasto)
Owo – miasto w południowo-zachodniej Nigerii, w stanie Ondo. Zamieszkuje je ok. 219 tysięcy mieszkańców.
Znajduje się na skrzyżowaniu dróg z Akure do Kabba i z Benin City do Siluko. Owo jest głównym punktem zbierania kakao.